# Boîte de Petri
Pour les articles homonymes, voir Boîte.

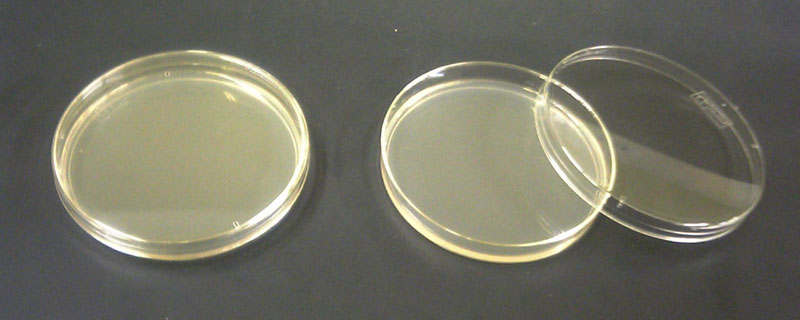
Une boîte de Petri en plastique contenant un milieu à base d'agar pour la culture de bactéries.

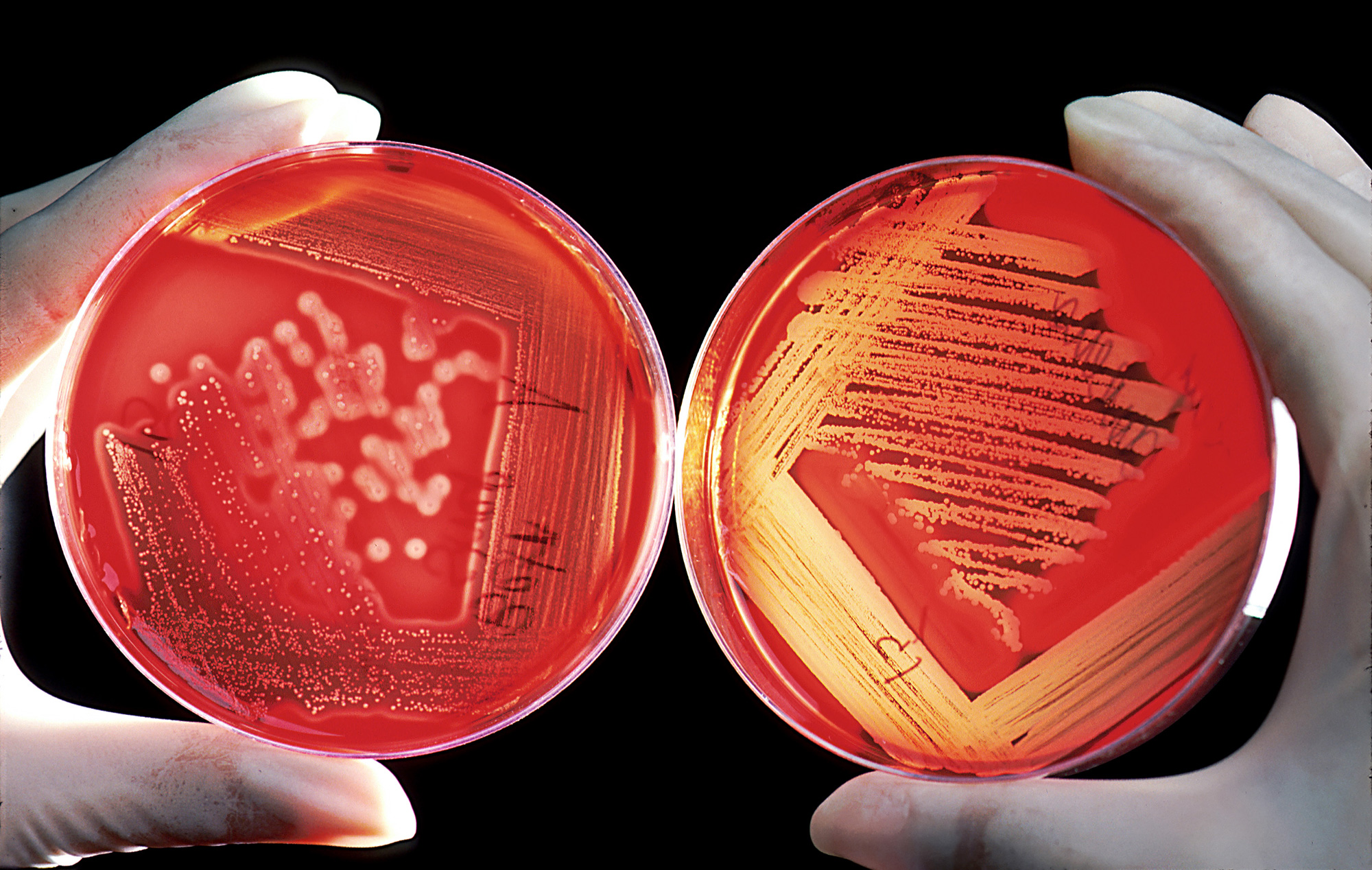
Recto verso d'une boîte avec culture de bactéries sur un gel d'agar.

Une boîte de Petri est une boîte cylindrique transparente peu profonde, en verre ou en plastique, munie d'un couvercle.
Facilement manipulable, empilable et peu coûteuse, elle est utilisée en microbiologie pour la mise en culture de micro-organismes, de bactéries ou de cellules d'organismes supérieurs (par exemple la culture d'hybridome).
Son nom vient du bactériologiste allemand Julius Richard Petri (1852–1921), qui standardisa ce dispositif en 1887, lorsqu'il était l'assistant du docteur Robert Koch, d'après une idée de Walther Hesse et Fanny Hesse.

## Description
La plupart du temps, elle est partiellement remplie d'un liquide nutritionnel (gélose ou bouillon) permettant le développement du micro-organisme étudié.

## Historique
Walther Hesse, alors assistant du professeur Robert Koch, était confronté à la liquéfaction de ses milieux de culture. Au cours d'un pique-nique, il demande à son épouse Fanny Hesse, qui travaillait également avec Koch, comment elle conservait la solidité de ses puddings et gelées malgré la chaleur. Elle lui répond qu'elle a découvert l'agar-agar par un ancien voisin ayant voyagé en Indonésie et à Java,. L'utilisation de cette découverte par Koch lui permet de cultiver la bactérie à l'origine de la tuberculose.
Les premiers milieux de culture sont posés dans des assiettes. En 1886, Julius Richard Petri devient à son tour assistant de Koch et découvre cette technique. Il améliore cette solution en utilisant une boîte en verre, avec un couvercle transparent et en ajustant la solution de gélose.
La taille se standardise peu à peu. À partir des années 1960, des boîtes en plastique remplacent peu à peu le verre. D'autres milieux de culture sont proposés selon les usages.

## Anecdote
Ayant oublié une boîte de Petri dans son laboratoire durant ses vacances, Alexander Fleming découvrit à son retour qu’une moisissure avait empêché la croissance de ses cultures de staphylocoques. Il baptisa simplement pénicilline cette souche particulière de Penicillium notatum qui allait bouleverser la thérapeutique des maladies infectieuses.